# 2. ŽNL Osječko-baranjska NS Đakovo 2015./16.
Ligu je osvojio NK Polet Semeljci i u kvalifikacijama za 1. ŽNL Osječko-baranjsku izborio plasman u viši rang. Iz lige su u 3. ŽNL Osječko-baranjsku ispali NK Kešinci.

## Tablica
| Mj. | Klub                               | Sus. | Pobj. | Ner. | Por. | GR.    | Bod.      |
| --- | ---------------------------------- | ---- | ----- | ---- | ---- | ------ | --------- |
| 1.  | NK Polet Semeljci                  | 26   | 22    | 2    | 2    | 82:26  | 68 ↓1     |
| 2.  | NK Šokadija Strizivojna            | 26   | 22    | 2    | 2    | 102:23 | 68 ↓1     |
| 3.  | NK Slavonija Punitovci             | 26   | 18    | 3    | 5    | 95:38  | 57        |
| 4.  | NK Ratar Piškorevci                | 26   | 14    | 5    | 7    | 61:39  | 47        |
| 5.  | NK Omladinac Josipovac Punitovački | 26   | 14    | 3    | 9    | 65:44  | 45        |
| 6.  | NK Hajduk Široko Polje             | 26   | 11    | 6    | 9    | 58:42  | 39        |
| 7.  | NK Omladinac Selci Đakovački       | 26   | 12    | 2    | 12   | 62:55  | 38        |
| 8.  | NK Slavonija Budrovci              | 26   | 10    | 3    | 13   | 45:53  | 33        |
| 9.  | NK Mladost Ivanovci                | 26   | 9     | 2    | 15   | 37:55  | 29        |
| 10. | NK HOŠK Gašinci                    | 26   | 9     | 1    | 16   | 41:54  | 28        |
| 11. | NK Sloga Koritna                   | 26   | 8     | 4    | 14   | 34:67  | 28        |
| 12. | NK Slavonac Preslatinci            | 26   | 7     | 3    | 16   | 24:80  | 24        |
| 13. | NK Rekord Kondrić                  | 26   | 2     | 9    | 15   | 25:70  | 15        |
| 14. | NK Kešinci                         | 26   | 0     | 3    | 23   | 12:97  | 2 (-1) ↓2 |

## Rezultati
| NK Omladinac Josipovac Punitovački - NK Ratar Piškorevci 1:2 NK HOŠK Gašinci - NK Mladost Ivanovci Gorjanski 2:1 NK Hajduk Široko Polje - NK Polet Semeljci 1:2 NK Rekord Kondrić - NK Omladinac Selci Đakovački 2:0 NK Kešinci - NK Slavonija Budrovci 0:1 NK Šokadija Strizivojna - NK Slavonac Preslatinci 6:0 NK Sloga Koritna - NK Slavonija Punitovci 0:6 | NK Sloga Koritna - NK Šokadija Strizivojna 1:7 NK Slavonac Preslatinci - NK Kešinci 1:0 NK Slavonija Budrovci - NK Rekord Kondrić 1:1 NK Omladinac Selci Đakovački - NK Hajduk Široko Polje 0:3 NK Polet Semeljci - NK HOŠK Gašinci 3:2 NK Mladost Ivanovci Gorjanski - NK Omladinac Josipovac Punitovački 2:5 NK Slavonija Punitovci - NK Ratar Piškorevci 3:2 | NK Kešinci - NK Sloga Koritna 0:3 NK Rekord Kondrić - NK Slavonac Preslatinci 0:0 NK Hajduk Široko Polje - NK Slavonija Budrovci 4:0 NK HOŠK Gašinci - NK Omladinac Selci Đakovački 5:1 NK Omladinac Josipovac Punitovački - NK Polet Semeljci 3:1 NK Ratar Piškorevci - NK Mladost Ivanovci Gorjanski 3:1 NK Šokadija Strizivojna - NK Slavonija Punitovci 2:1 |
| NK Sloga Koritna - NK Rekord Kondrić 2:1 NK Šokadija Strizivojna - NK Kešinci 1:0 NK Slavonac Preslatinci - NK Hajduk Široko Polje 1:0 NK Slavonija Budrovci - NK HOŠK Gašinci 3:1 NK Omladinac Selci Đakovački - NK Omladinac Josipovac Punitovački 0:3 NK Polet Semeljci - NK Ratar Piškorevci 2:0 NK Slavonija Punitovci - NK Mladost Ivanovci Gorjanski 7:0 | NK Hajduk Široko Polje - NK Sloga Koritna 2:0 NK Rekord Kondrić - NK Šokadija Strizivojna 0:4 NK HOŠK Gašinci - NK Slavonac Preslatinci 4:2 NK Omladinac Josipovac Punitovački - NK Slavonija Budrovci 4:2 NK Ratar Piškorevci - NK Omladinac Selci Đakovački 1:0 NK Mladost Ivanovci Gorjanski - NK Polet Semeljci 0:1 NK Kešinci - NK Slavonija Punitovci 0:3 | NK Sloga Koritna - NK HOŠK Gašinci 0:0 NK Šokadija Strizivojna - NK Hajduk Široko Polje 2:0 NK Kešinci - NK Rekord Kondrić 2:2 NK Slavonac Preslatinci - NK Omladinac Josipovac Punitovački 0:3 NK Slavonija Budrovci - NK Ratar Piškorevci 3:4 NK Omladinac Selci Đakovački - NK Mladost Ivanovci Gorjanski 3:2 NK Slavonija Punitovci - NK Polet Semeljci 1:1 |
| NK Omladinac Josipovac Punitovački - NK Sloga Koritna 4:1 NK HOŠK Gašinci - NK Šokadija Strizivojna 0:1 NK Hajduk Široko Polje - NK Kešinci 7:1 NK Ratar Piškorevci - NK Slavonac Preslatinci 0:0 NK Mladost Ivanovci Gorjanski - NK Slavonija Budrovci 4:0 NK Polet Semeljci - NK Omladinac Selci Đakovački 3:2 NK Rekord Kondrić - NK Slavonija Punitovci 0:3 | NK Sloga Koritna - NK Ratar Piškorevci 2:0 NK Šokadija Strizivojna - NK Omladinac Josipovac Punitovački 2:1 NK Kešinci - NK HOŠK Gašinci 1:3 NK Rekord Kondrić - NK Hajduk Široko Polje 3:3 NK Slavonac Preslatinci - NK Mladost Ivanovci Gorjanski 0:2 NK Slavonija Budrovci - NK Polet Semeljci 0:2 NK Slavonija Punitovci - NK Omladinac Selci Đakovački 4:3 | NK Mladost Ivanovci Gorjanski - NK Sloga Koritna 2:0 NK Ratar Piškorevci - NK Šokadija Strizivojna 1:1 NK Omladinac Josipovac Punitovački - NK Kešinci 7:0 NK HOŠK Gašinci - NK Rekord Kondrić 2:0 NK Polet Semeljci - NK Slavonac Preslatinci 7:0 NK Omladinac Selci Đakovački - NK Slavonija Budrovci 3:3 NK Hajduk Široko Polje - NK Slavonija Punitovci 2:4 |
| NK Sloga Koritna - NK Polet Semeljci 0:0 NK Šokadija Strizivojna - NK Mladost Ivanovci Gorjanski 1:0 NK Kešinci - NK Ratar Piškorevci 0:3 NK Rekord Kondrić - NK Omladinac Josipovac Punitovački 2:2 NK Hajduk Široko Polje - NK HOŠK Gašinci 3:0 NK Slavonac Preslatinci - NK Omladinac Selci Đakovački 2:1 NK Slavonija Punitovci - NK Slavonija Budrovci 1:0 | NK Omladinac Selci Đakovački - NK Sloga Koritna 5:0 NK Polet Semeljci - NK Šokadija Strizivojna 3:2 NK Mladost Ivanovci Gorjanski - NK Kešinci 6:3 NK Ratar Piškorevci - NK Rekord Kondrić 1:1 NK Omladinac Josipovac Punitovački - NK Hajduk Široko Polje 4:1 NK Slavonija Budrovci - NK Slavonac Preslatinci 8:0 NK HOŠK Gašinci - NK Slavonija Punitovci 2:3 | NK Sloga Koritna - NK Slavonija Budrovci 0:2 NK Šokadija Strizivojna - NK Omladinac Selci Đakovački 8:2 NK Kešinci - NK Polet Semeljci 0:5 NK Rekord Kondrić - NK Mladost Ivanovci Gorjanski 0:2 NK Hajduk Široko Polje - NK Ratar Piškorevci 0:0 NK HOŠK Gašinci - NK Omladinac Josipovac Punitovački 2:1 NK Slavonija Punitovci - NK Slavonac Preslatinci 3:1 |
| NK Slavonac Preslatinci - NK Sloga Koritna 1:1 NK Slavonija Budrovci - NK Šokadija Strizivojna 2:4 NK Omladinac Selci Đakovački - NK Kešinci 3:0 NK Polet Semeljci - NK Rekord Kondrić 4:1 NK Mladost Ivanovci Gorjanski - NK Hajduk Široko Polje 1:2 NK Ratar Piškorevci - NK HOŠK Gašinci 3:2 NK Omladinac Josipovac Punitovački - NK Slavonija Punitovci 1:0 | NK Ratar Piškorevci - NK Omladinac Josipovac Punitovački 4:2 NK Mladost Ivanovci Gorjanski - NK HOŠK Gašinci 1:0 NK Polet Semeljci - NK Hajduk Široko Polje 5:1 NK Omladinac Selci Đakovački - NK Rekord Kondrić 4:0 NK Slavonija Budrovci - NK Kešinci 3:0 NK Slavonac Preslatinci - NK Šokadija Strizivojna 1:4 NK Slavonija Punitovci - NK Sloga Koritna 6:0 | NK Šokadija Strizivojna - NK Sloga Koritna 9:1 NK Kešinci - NK Slavonac Preslatinci 1:2 NK Rekord Kondrić - NK Slavonija Budrovci 0:4 NK Hajduk Široko Polje - NK Omladinac Selci Đakovački 2:2 NK HOŠK Gašinci - NK Polet Semeljci 0:3 NK Omladinac Josipovac Punitovački - NK Mladost Ivanovci Gorjanski 2:0 NK Ratar Piškorevci - NK Slavonija Punitovci 5:1 |
| NK Sloga Koritna - NK Kešinci 3:0 NK Slavonac Preslatinci - NK Rekord Kondrić 3:2 NK Slavonija Budrovci - NK Hajduk Široko Polje 1:0 NK Omladinac Selci Đakovački - NK HOŠK Gašinci 2:1 NK Polet Semeljci - NK Omladinac Josipovac Punitovački 3:0 NK Mladost Ivanovci Gorjanski - NK Ratar Piškorevci 1:2 NK Slavonija Punitovci - NK Šokadija Strizivojna 2:2 | NK Rekord Kondrić - NK Sloga Koritna 1:4 NK Kešinci - NK Šokadija Strizivojna 0:9 NK Hajduk Široko Polje - NK Slavonac Preslatinci 5:1 NK HOŠK Gašinci - NK Slavonija Budrovci 0:2 NK Omladinac Josipovac Punitovački - NK Omladinac Selci Đakovački 7:1 NK Ratar Piškorevci - NK Polet Semeljci 1:2 NK Mladost Ivanovci Gorjanski - NK Slavonija Punitovci 1:9 | NK Sloga Koritna - NK Hajduk Široko Polje 2:2 NK Šokadija Strizivojna - NK Rekord Kondrić 6:0 NK Slavonac Preslatinci - NK HOŠK Gašinci 3:2 NK Slavonija Budrovci - NK Omladinac Josipovac Punitovački 3:1 NK Omladinac Selci Đakovački - NK Ratar Piškorevci 5:1 NK Polet Semeljci - NK Mladost Ivanovci Gorjanski 3:1 NK Slavonija Punitovci - NK Kešinci 4:0 |
| NK HOŠK Gašinci - NK Sloga Koritna 1:0 NK Hajduk Široko Polje - NK Šokadija Strizivojna 0:1 NK Rekord Kondrić - NK Kešinci 1:1 NK Omladinac Josipovac Punitovački - NK Slavonac Preslatinci 4:0 NK Ratar Piškorevci - NK Slavonija Budrovci 2:1 NK Mladost Ivanovci Gorjanski - NK Omladinac Selci Đakovački 1:0 NK Polet Semeljci - NK Slavonija Punitovci 4:1 | NK Sloga Koritna - NK Omladinac Josipovac Punitovački 4:1 NK Šokadija Strizivojna - NK HOŠK Gašinci 4:0 NK Kešinci - NK Hajduk Široko Polje 0:2 NK Slavonac Preslatinci - NK Ratar Piškorevci 0:6 NK Slavonija Budrovci - NK Mladost Ivanovci Gorjanski 0:0 NK Omladinac Selci Đakovački - NK Polet Semeljci 4:0 NK Slavonija Punitovci - NK Rekord Kondrić 8:1 | NK Ratar Piškorevci - NK Sloga Koritna 5:0 NK Omladinac Josipovac Punitovački - NK Šokadija Strizivojna 1:5 NK HOŠK Gašinci - NK Kešinci 4:1 NK Hajduk Široko Polje - NK Rekord Kondrić 3:0 NK Mladost Ivanovci Gorjanski - NK Slavonac Preslatinci 2:1 NK Polet Semeljci - NK Slavonija Budrovci 5:1 NK Omladinac Selci Đakovački - NK Slavonija Punitovci 4:2 |
| NK Sloga Koritna - NK Mladost Ivanovci Gorjanski 2:0 NK Šokadija Strizivojna - NK Ratar Piškorevci 4:2 NK Kešinci - NK Omladinac Josipovac Punitovački 1:1 NK Rekord Kondrić - NK HOŠK Gašinci 2:1 NK Slavonac Preslatinci - NK Polet Semeljci 2:4 NK Slavonija Budrovci - NK Omladinac Selci Đakovački 1:3 NK Slavonija Punitovci - NK Hajduk Široko Polje 6:6 | NK Polet Semeljci - NK Sloga Koritna 6:1 NK Mladost Ivanovci Gorjanski - NK Šokadija Strizivojna 0:5 NK Ratar Piškorevci - NK Kešinci 8:1 NK Omladinac Josipovac Punitovački - NK Rekord Kondrić 3:2 NK HOŠK Gašinci - NK Hajduk Široko Polje 2:4 NK Omladinac Selci Đakovački - NK Slavonac Preslatinci 5:0 NK Slavonija Budrovci - NK Slavonija Punitovci 0:5 | NK Sloga Koritna - NK Omladinac Selci Đakovački 0:3 NK Šokadija Strizivojna - NK Polet Semeljci 2:3 NK Kešinci - NK Mladost Ivanovci Gorjanski 0:5 NK Rekord Kondrić - NK Ratar Piškorevci 2:2 NK Hajduk Široko Polje - NK Omladinac Josipovac Punitovački 2:2 NK Slavonac Preslatinci - NK Slavonija Budrovci 2:1 NK Slavonija Punitovci - NK HOŠK Gašinci 6:0 |
| NK Slavonija Budrovci - NK Sloga Koritna 3:1 NK Omladinac Selci Đakovački - NK Šokadija Strizivojna 2:4 NK Polet Semeljci - NK Kešinci 6:0 NK Mladost Ivanovci Gorjanski - NK Rekord Kondrić 1:1 NK Ratar Piškorevci - NK Hajduk Široko Polje 1:0 NK Omladinac Josipovac Punitovački - NK HOŠK Gašinci 2:1 NK Slavonac Preslatinci - NK Slavonija Punitovci 1:3 | NK Sloga Koritna - NK Slavonac Preslatinci 6:0 NK Šokadija Strizivojna - NK Slavonija Budrovci 6:0 NK Kešinci - NK Omladinac Selci Đakovački 0:4 NK Rekord Kondrić - NK Polet Semeljci 0:4 NK Hajduk Široko Polje - NK Mladost Ivanovci Gorjanski 3:1 NK HOŠK Gašinci - NK Ratar Piškorevci 4:2 NK Slavonija Punitovci - NK Omladinac Josipovac Punitovački 3:0 | |

## Kvalifikacije za 1. ŽNL Osječko-baranjsku
NK Iskrica Šaptinovci - NK Polet Semeljci 1:2
NK Polet Semeljci - NK Iskrica Šaptinovci 2:0
U 1. ŽNL Osječko-baranjsku se kvalificirao NK Polet Semeljci.